# Plesictis
O plesictis foi um pequeno mamífero pré-histórico da família dos procionídeos que viveu durante os períodos Oligoceno e Mioceno e foi o ancestral dos bassariscos atuais.
O plesictis tinha uns 75 centímetros de comprimento, incluindo sua longa cauda. Era um animal onívoro, noturno e arborícola, igual a seus descendentes.